# ریبرا آلتا

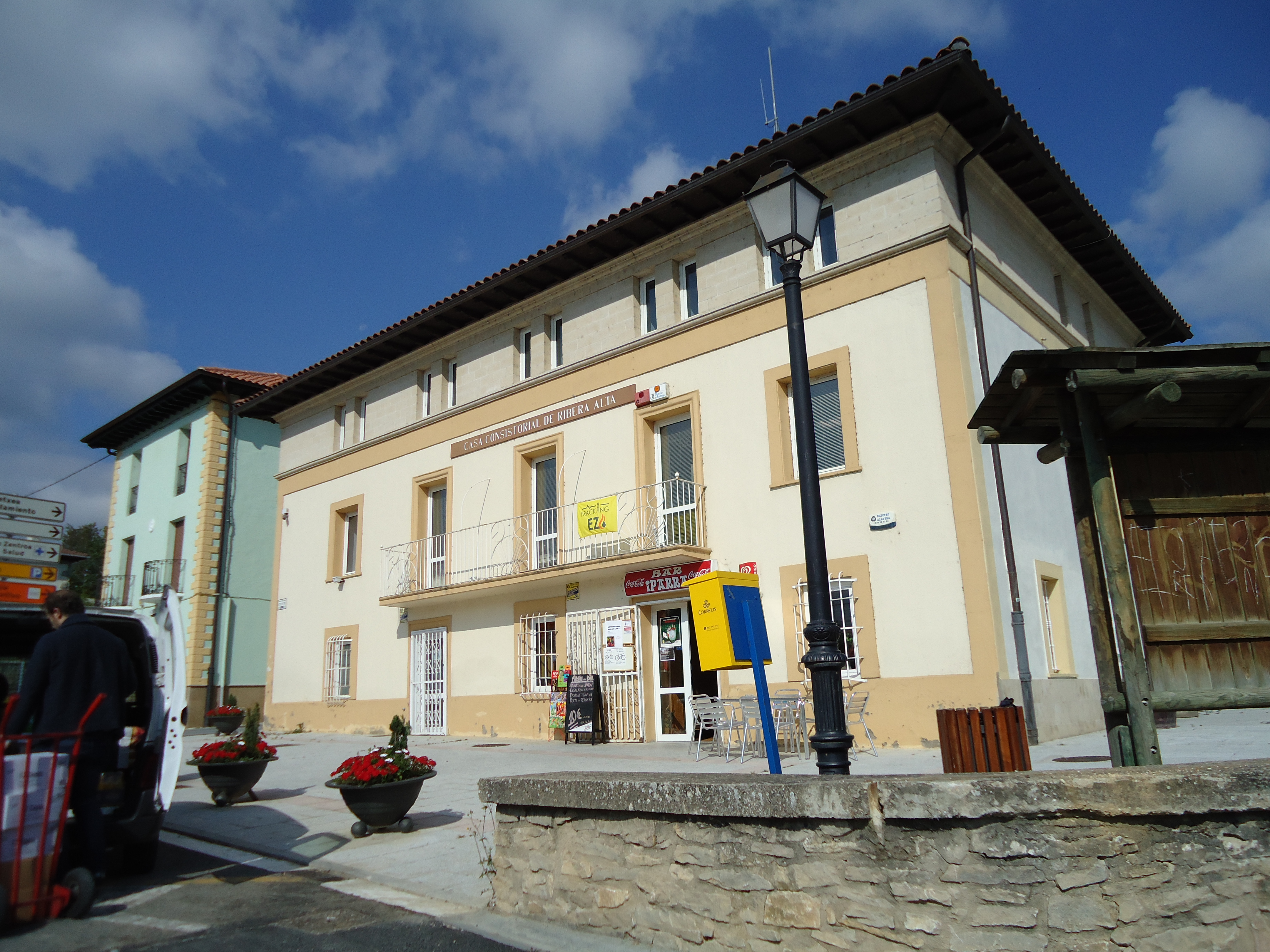
نمایی از ساختمان شورای دهستان ریبرا آلتا، آلابای اسپانیا - ۲۰۱۳

ریبرا آلتا دهستانی در استان آلابای اسپانیا است.
در این دهستان ۶۰۲ نفر زندگی می‌کنند. مساحت این دهستان ۱۱۹٫۲۵ کیلومتر مربع است.

## مراجع
- نام، جمعیت و مساحت از درگاه ملی آمار (اسپانیا) گرفته شده است.